# Chambon (Indre-et-Loire)
Pour les articles homonymes, voir Chambon.
Chambon est une commune française, située au sud du département d'Indre-et-Loire (37), en région Centre-Val de Loire.
Ce territoire de la Touraine a été colonisé de longue date, dès le Néolithique, comme en témoigne la découverte de poteries datant de cette époque. Le village est établi dans une vallée non loin de la Creuse, qui lui sert de frontière avec le Poitou.
De nos jours, la commune regroupe environ 300 habitants. Ce petit village s’est développé autour de l’agriculture mais aussi du tourisme. La présence de nombreux gites et résidences secondaires, ainsi que sa proximité d’une station thermale et des richesses du Sud Touraine sont en effet des atouts indéniables.

## Géographie

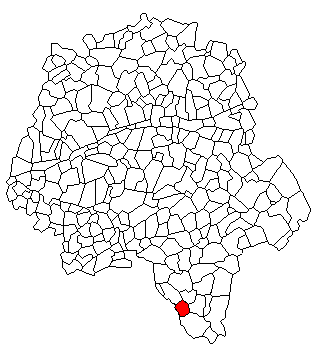
Chambon en Indre-et-Loire.

### Situation
La commune appartient au canton de Preuilly-sur-Claise et fait partie de la communauté de communes Loches Sud Touraine. Chambon est située dans la vallée de la Creuse, rivière qui la sépare, à l'Ouest, du département de la Vienne. Sa position à l'extrémité Sud du département, place ainsi le village à proximité des départements de l'Indre (36) et la Vienne (86). Appartenant à l'ancienne province de Touraine, elle se localisait également non loin du Poitou et du Berry.
Elle s'étend sur 17 km² (152° commune du département pour la superficie, 9 678° au niveau national), soit 1 788 hectares, dont 800 hectares de bois. Selon le classement établi par l’INSEE en 1999, Chambon est une commune « périphérie d'un pôle rural ».

#### Communes limitrophes
La commune compte cinq communes limitrophes. Quatre sont situées dans le département d'Indre-et-Loire et une dans le département de la Vienne.

#### Villes les plus proches
Par la route, le village se situe à 18 km de Descartes, 23 km de Châtellerault et 33 km de Le Blanc. Le chef-lieu du département, Tours est à 77 km et Poitiers à 61 km.

### Paysages
La commune est bordée à l'ouest par la Creuse, en allant vers l'est s'étend une large plaine qui s'étale jusqu'au tiers du territoire communal. C'est en fait le fond de la vallée qui est couvert de prairies naturelles, de cultures et de peupleraies. Ensuite, les terres commencent à monter doucement en coteau. Ce coteau est généralement boisé là où il monte le plus vite. Le plateau situé sur ce coteau accueille des cultures plus riche, mais aussi quelques vergers notamment la culture de la pomme. Toutefois sur la majeure partie de ce plateau, situé le plus à l'est et au sud du territoire, s'étendent de grandes zones forestières.

### Hydrographie

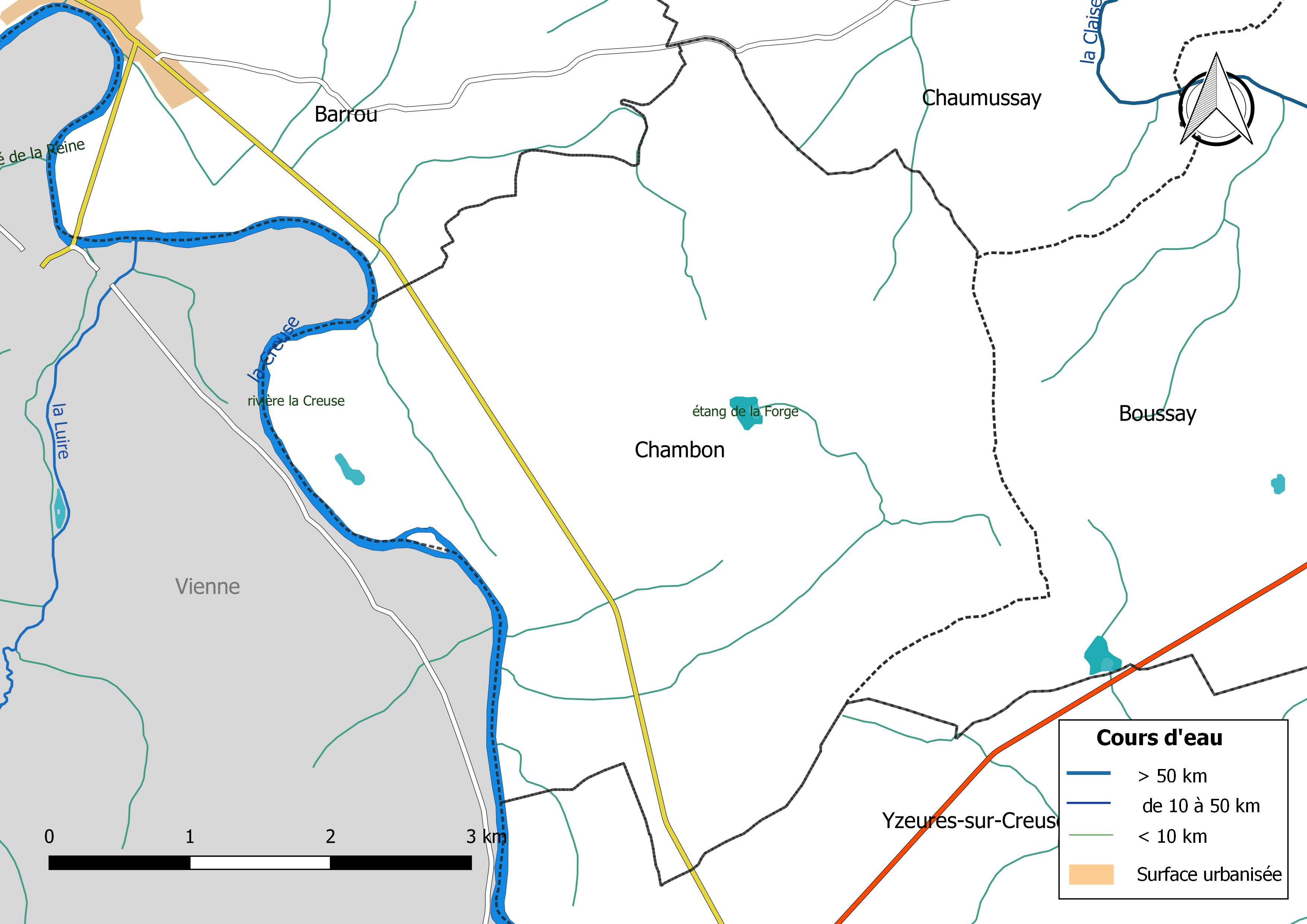
Réseau hydrographique de Chambon.

La commune est bordée sur son flanc ouest par la Creuse (1,982 km) qui en constitue la limite communale. Le réseau hydrographique communal, d'une longueur totale de 14,53 km, comprend en outre divers petits cours d'eau,.
La Creuse, d'une longueur totale de 263,6 km, prend sa source à 816 m d'altitude sur le plateau de Millevaches, dans la Creuse  et se jette dans la Vienne sur les territoires des communes de Port-de-Piles (Vienne), Ports et Nouâtre (Indre-et-Loire), après avoir traversé 80 communes. 
Sur le plan piscicole, la Creuse est classée en deuxième catégorie piscicole. Le groupe biologique dominant est constitué essentiellement de poissons blancs (cyprinidés) et de carnassiers (brochet, sandre et perche).

#### Géologie
Chambon fait partie de l'unité géologique du Val de Creuse. Cette unité se distingue par le dépôt d'alluvions important, on y trouve d'ailleurs des gisements de granulats confirmés par la présence d'anciennes sablières sur le territoire communal.
Dans le fond de la vallée, les sols se composent d'alluvions du quaternaire. Le type d'alluvions change en fonction de la hauteur à laquelle se trouve le terrain : Würm de 12 à 16 mètres au-dessus de l'étiage, Riss de 18 à 30 mètres et Mindel de 33 à 40 mètres. On note également la présence de colluvions de fond de vallon, dans les sols des vallées perpendiculaires à la rivière, creusées par différents ruisseaux. Au pied du coteau, il y a présence de tuffeau blanc de Touraine (turonien moyen), ainsi que de craie argileuse du turonien inférieur. En grimpant le coteau, les sols sont composés d'argiles, d'argiles à silex, de conglomérats polygéniques datant du sidérolithique et de l'éocène. En montant en peu plus, une petite bande de tuffeau jaune de Touraine datant turonien supérieur apparaît. Enfin les sols du plateau se composent de marnes et calcaires lacustres de Touraine et du Poitou datant de l'éocène et de l'oligocène inférieur, ainsi que de sables et de graviers continentaux du mio-pliocène. Les points les plus hauts du territoire communal, possèdent des sols composés de limon des plateaux du quaternaire.

### Climat
Pour des articles plus généraux, voir Climat du Centre-Val de Loire et Climat d'Indre-et-Loire.
En 2010, le climat de la commune est de type climat océanique dégradé des plaines du Centre et du Nord, selon une étude du CNRS s'appuyant sur une série de données couvrant la période 1971-2000. En 2020, Météo-France publie une typologie des climats de la France métropolitaine dans laquelle la commune est exposée à un climat océanique altéré et est dans la région climatique Poitou-Charentes, caractérisée par un bon ensoleillement, particulièrement en été et des vents modérés.
Pour la période 1971-2000, la température annuelle moyenne est de 11,4 °C, avec une amplitude thermique annuelle de 15,1 °C. Le cumul annuel moyen de précipitations est de 692 mm, avec 10,8 jours de précipitations en janvier et 6,5 jours en juillet. Pour la période 1991-2020, la température moyenne annuelle observée sur la station météorologique de Météo-France la plus proche, sur la commune de Lésigny à 3 km à vol d'oiseau, est de 12,1 °C et le cumul annuel moyen de précipitations est de 743,3 mm,. Pour l'avenir, les paramètres climatiques de la commune estimés pour 2050 selon différents scénarios d'émission de gaz à effet de serre sont consultables sur un site dédié publié par Météo-France en novembre 2022.

### Environnement
Le finage de la commune ne compte aucune ZNIEFF (Zone naturelle d'intérêt écologique, faunistique et floristique).
Les 800 ha bois de la commune sont répartis sur plusieurs massifs forestiers tous situés à l'est de son territoire. Parmi ces massifs, on retrouve le bois de la cure ou encore le bois de la forge.

## Urbanisme

### Typologie
Au 1er janvier 2024, Chambon est catégorisée commune rurale à habitat dispersé, selon la nouvelle grille communale de densité à sept niveaux définie par l'Insee en 2022.
Elle est située hors unité urbaine et hors attraction des villes,.

### Occupation des sols
L'occupation des sols de la commune, telle qu'elle ressort de la base de données européenne d’occupation biophysique des sols Corine Land Cover (CLC), est marquée par l'importance des territoires agricoles (59,7 % en 2018), une proportion identique à celle de 1990 (59,7 %). La répartition détaillée en 2018 est la suivante : 
forêts (38,4 %), terres arables (31,2 %), zones agricoles hétérogènes (19,1 %), prairies (9,4 %), eaux continentales (1,9 %). L'évolution de l’occupation des sols de la commune et de ses infrastructures peut être observée sur les différentes représentations cartographiques du territoire : la carte de Cassini (XVIIIe siècle), la carte d'état-major (1820-1866) et les cartes ou photos aériennes de l'IGN pour la période actuelle (1950 à aujourd'hui).

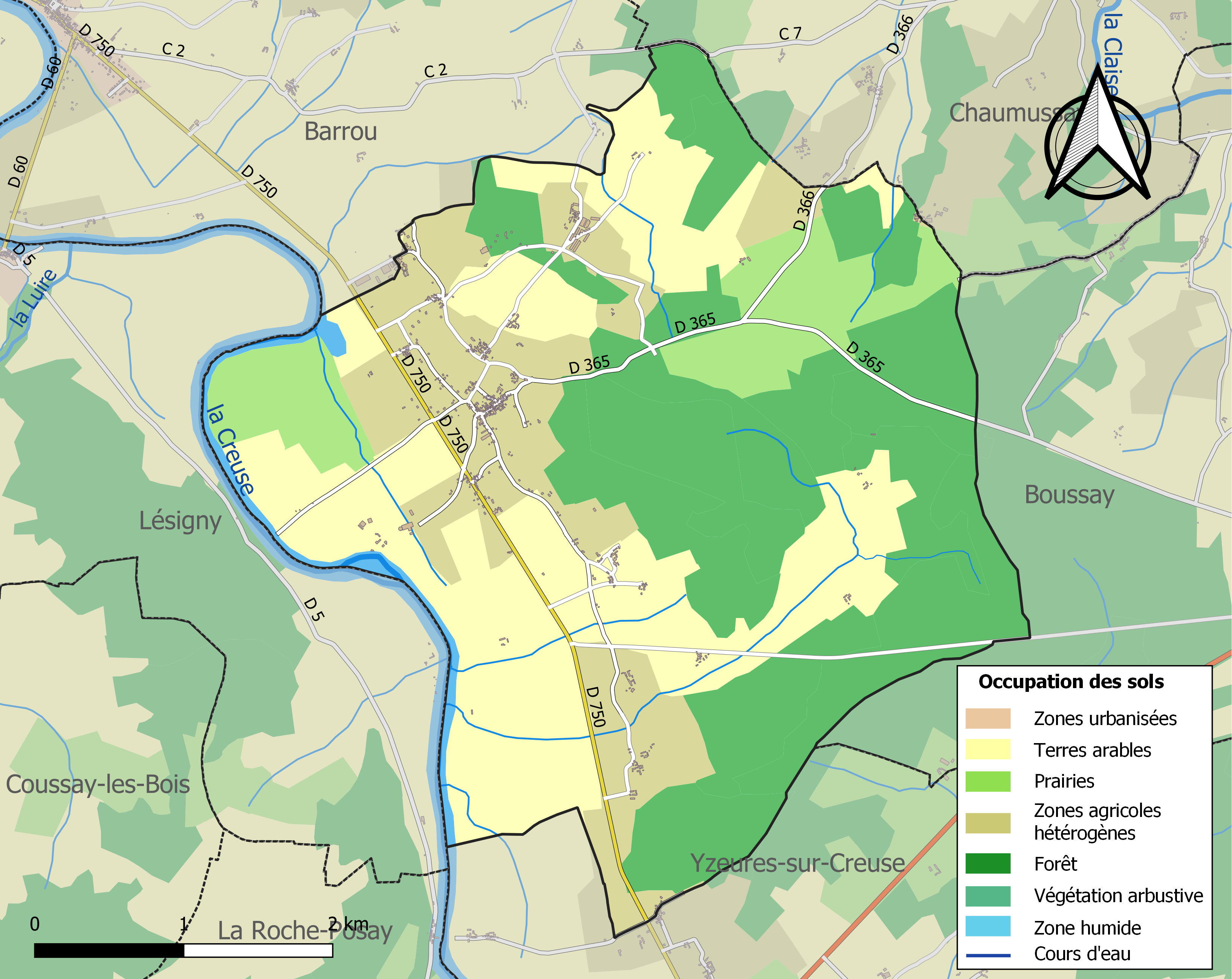
Carte des infrastructures et de l'occupation des sols de la commune en 2018 (CLC).

### Transports et voies de communications

#### Sentiers de randonnée
La commune est traversée par le GR 48 et par le sentier de grande randonnée de la Touraine du Sud. La municipalité a également balisé trois sentiers de petite randonnée sur le territoire communal, 13 km pour le sentier des Bois de le Cure et de la Forge, 10,5 km pour la Variante 1 et 6,5 km pour la Variante 2.

#### Réseau routier
La commune est desservie par les routes départementales D 750, D 365 et D 366. L'échangeur autoroutier le plus proche est la sortie  26 à Châtellerault Nord de l'A10, située à environ 21 km.

#### Desserte ferroviaire
La gare SNCF (TGV) la plus proche est la gare de Châtellerault.

#### Bus
Le réseau Touraine Fil Vert relie Chambon à Tours et Descartes par la ligne H1 mais également à Tours et Ligueil par la ligne G.

### Logement
| Le parc immobilier en 2006 est constitué de 228 logements dont 137 résidences principales (60,1 %), 67 résidences secondaires (29,5 %) et 24 logements vacants (10,4 %). Le taux de résidences secondaires est supérieur à la moyenne départementale de 4,7 %. Sur les 137 titulaires de résidences principales, 82,6 % sont propriétaires, 13,6 % locataires et 4,3 % logés gratuitement. Entre 1999 et 2006, le nombre de logements s'est accru de 6,5 %, passant de 213 à 228, soit 15 de plus. Le parc immobilier est composé à 3,5 % d'appartements et 96,5 % de maisons individuelles. Au 1er janvier 2006, la commune comptait 5 logements sociaux, soit un taux de 2,2 %. On remarque que depuis 1846, le nombre de logements a peu évolué, passant de 158 à 228 en 2006. Ce qui équivaut à une augmentation de 44 % en 160 ans, soit 0,3 % par an. | Nombre de logements source INSEE |

| Évolution des logements                             | 1846 | 1851 | 1856 | 1861 | 1872 | 1876 | 1881 | 1886 | 1891 | 1896 | 1901 | 1906 | 1911 | 1921 | 1926 | 1931 |
| Ensemble des logements                              | 158  | 206  | 171  | 169  | 215  | 200  | 176  | 174  | 166  | 152  | 214  | 203  | 212  | 155  | 165  | 154  |
| Nombre moyen d'occupants des résidences principales | 4,1  | 3,3  | 3,9  | 3,8  | 3    | 3,4  | 3,5  | 3,4  | 3,5  | 3,8  | 2,7  | 2,8  | 2,7  | 3,3  | 3,1  | 3    |

| Évolution des logements                             | 1968 | 1975 | 1982 | 1990 | 1999 | 2006 |
| Ensemble des logements                              | 176  | 182  | 196  | 194  | 213  | 228  |
| Résidences principales                              | 128  | 126  | 122  | 126  | 126  | 137  |
| Résidences secondaires                              | 25   | 19   | 47   | 51   | 62   | 67   |
| Logements vacants                                   | 23   | 37   | 27   | 17   | 25   | 24   |
| Nombre moyen d'occupants des résidences principales | 3,0  | 2,9  | 2,5  | 2,3  | 2,3  | 2,2  |

### Rues, Lieux-dits et Hameaux

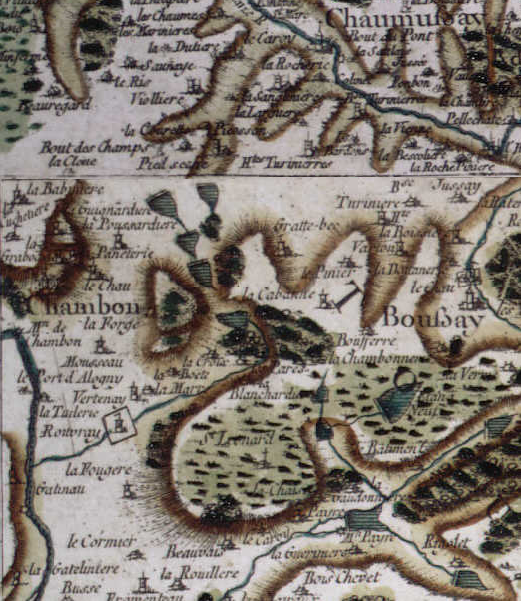
Chambon sur la carte de Cassini vers 1768.

### Risques majeurs
Le territoire de la commune de Chambon est vulnérable à différents aléas naturels : météorologiques (tempête, orage, neige, grand froid, canicule ou sécheresse), inondations, feux de forêts et séisme (sismicité faible). Il est également exposé à un risque technologique, la rupture d'un barrage. Un site publié par le BRGM permet d'évaluer simplement et rapidement les risques d'un bien localisé soit par son adresse soit par le numéro de sa parcelle.

#### Risques naturels
Certaines parties du territoire communal sont susceptibles d’être affectées par le risque d’inondation par débordement de cours d'eau, notamment la Creuse. La commune a été reconnue en état de catastrophe naturelle au titre des dommages causés par les inondations et coulées de boue survenues en 1982, 1983, 1999 et 2006,.
Pour anticiper une remontée des risques de feux de forêt et de végétation vers le nord de la France en lien avec le dérèglement climatique, les services de l’État en région Centre-Val de Loire (DREAL, DRAAF, DDT) avec les SDIS ont réalisé en 2021 un atlas régional du risque de feux de forêt, permettant d’améliorer la connaissance sur les massifs les plus exposés. La commune, étant pour partie dans le massif de Boussay, est classée au niveau de risque 2, sur une échelle qui en comporte quatre (1 étant le niveau maximal).

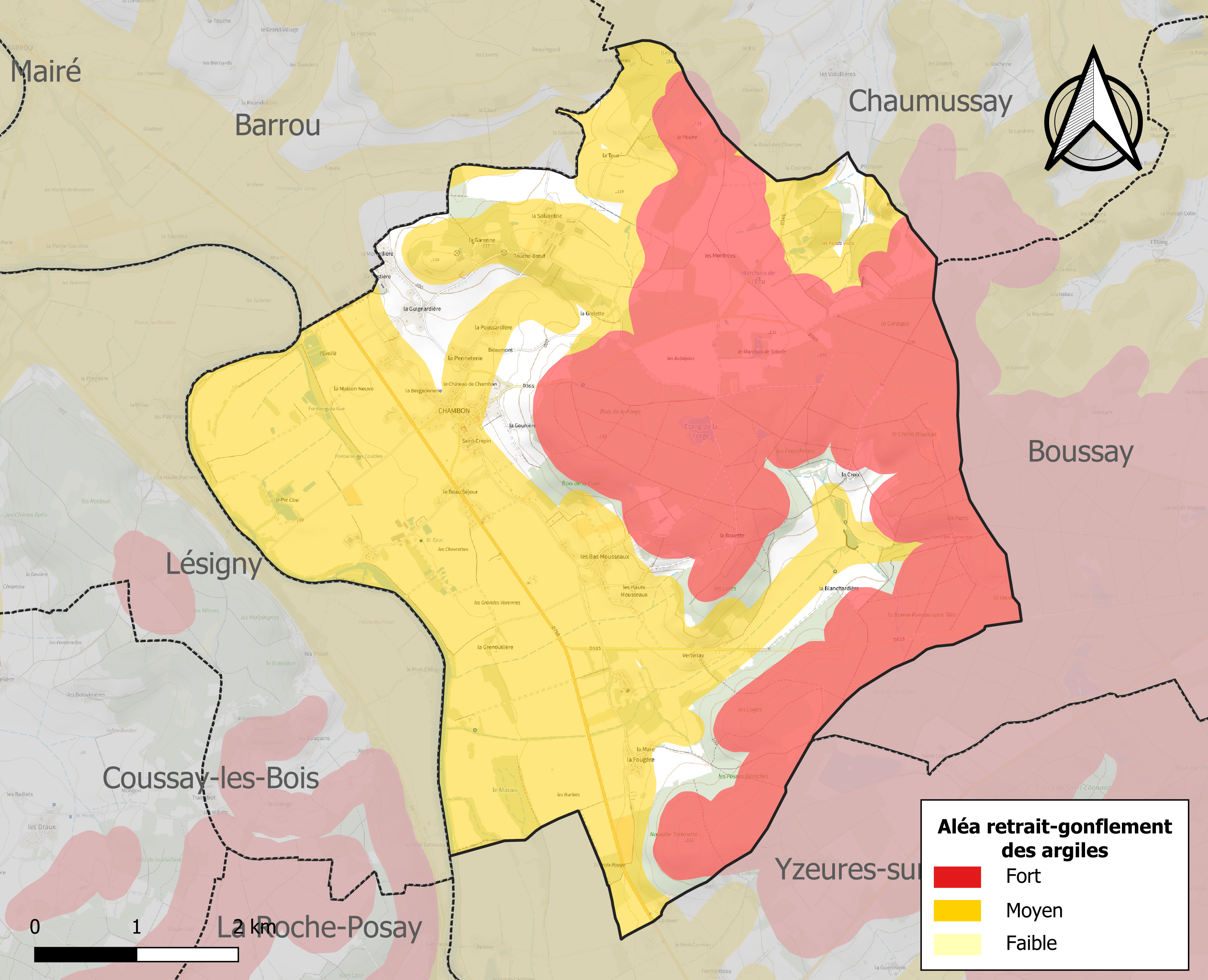
Carte des zones d'aléa retrait-gonflement des sols argileux de Chambon.

Le retrait-gonflement des sols argileux est susceptible d'engendrer des dommages importants aux bâtiments en cas d’alternance de périodes de sécheresse et de pluie. 88,8 % de la superficie communale est en aléa moyen ou fort (90,2 % au niveau départemental et 48,5 % au niveau national). Sur les 251 bâtiments dénombrés sur la commune en 2019, 209 sont en aléa moyen ou fort, soit 83 %, à comparer aux 91 % au niveau départemental et 54 % au niveau national. Une cartographie de l'exposition du territoire national au retrait gonflement des sols argileux est disponible sur le site du BRGM,.
Concernant les mouvements de terrains, la commune a été reconnue en état de catastrophe naturelle au titre des dommages causés par des mouvements de terrain en 1983 et 1999.

#### Risques technologiques
La commune est en outre située en aval du Barrage d'Éguzon, de classe A et faisant l'objet d'un PPI, mis en eau en 1926, d’une hauteur de 58 mètres et retenant un volume de 57,3 millions de mètres cubes. À ce titre elle est susceptible d’être touchée par l’onde de submersion consécutive à la rupture de cet ouvrage.

## Toponymie
Au IXe siècle, le village est attesté sous les formes Cambone, puis Chambonium et Campus bonu en 1256. En 1290, on le retrouve sous l'appellation Campus bonus. Enfin au XIVe siècle, il était dénommé Chambon sur Creuse.
Le mot Chambon est issu du gaulois Cambo « courbe » désignant la rive arrondie d'un cours d'eau ou d'un lac, en l'occurrence ici la Creuse, tout comme les autres Chambon.
Les formes médiévales latinisées en Campus bonus « bon champ » sont fantaisistes, comme c'est souvent le cas, et relèvent de l'analogie Cham-bon, interprété comme « champ bon ».

## Histoire

### Les traces d'un peuplement préhistorique
Le territoire de Chambon a été occupé par l'homme dès le Néolithique. En effet, on y a découvert des sépultures datant de cette époque au lieu-dit Les Chevrettes, en 1940. Une opération de sauvetage datant de 1991, a extrait, dans deux fosses, des outils en silex local, des céramiques et des meules en grès. Ces poteries sont d'une grande importance comme en témoigne le fait qu'elles sont à l'origine de la création d'un groupe de poteries, le groupe de Chambon. À l'hiver 1857, le Comte de Chasteigner, propriétaire du château de la Custière, découvre dans ce hameau des traces d'un atelier de fabrication d'instruments celtiques, en silex.

### Antiquité
Des traces de forges gauloises ont été découvertes près du lieu-dit nommé La Forge ainsi que des monnaies romaines et des débris antiques. Une prospection aérienne a révélé la présence d'un fanum sur le territoire de la commune. En effet, les traces de fana ruraux sont assez nombreux en campagne dans la cité des Turons. De plus, une grande villa gallo-romaine, c'est-à-dire avec des constructions étalées sur au moins 2 hectares, a également été mise au jour dans ce petit village. Tous ces éléments démontrent que ce lieu de la Touraine du sud était occupé à l'époque gallo-romaine.
Ceci se confirme avec la présence d'une voie romaine qui traversait le territoire de Chambon et dont on a découvert des traces. Elle venait d'Argenton-sur-Creuse et se rendait à Poitiers, en suivant la Creuse, passant par Chambon. Cette voie était rejointe par une seconde voie qui venait d'Orléans et se rendait à La Roche-Posay. Cette voie arrivait de Boussay, passait par le hameau de Payré avant de rejoindre la première voie probablement au hameau de La Croix-Rouge.

### Moyen Âge
En 581, le duc de Bérufle envahit un territoire allant d'Yzeures à Barrou, dont Chambon. C'était l'un des généraux de Chilpéric, roi de Soissons, qui l'envoya pour arrêter les incursions des habitants du Berry sur la Touraine. À cette époque, la Touraine faisait partie du Royaume de Neustrie alors que le Berry était du Royaume d'Aquitaine. Sur ce territoire, Bérufle força le duc Reginalde, envoyé par Gontran, roi d'Orléans, pour envahir Tours, à se replier sur Poitiers. Durant cet épisode, les « pays » d'Yzeures et de Barrou furent pillés.
La tradition veut qu'un seigneur de Rouvray nommé Jacques de Mallemouche, ait assassiné le curé du village, vers 1426 ou 1427, à l'intérieur de l'ancienne église alors située dans le hameau de Saint-Crespin au sud du bourg. C'est à la suite d’un différend relatif à l’usage d’un droit honorifique que cet acte aurait été perpétré. L'église fut dès lors interdite par l'archevêque de Tours et complètement abandonnée, elle tomba en ruines. En 1771, on acheva de la démolir, les matériaux en provenant furent alors vendu au profit des pauvres. Jacques de Mallemouche fut dès lors condamné à mort pour ce meurtre, mais il obtint sa grâce en construisant à ses frais l’actuelle église paroissiale Saint-Paul. Une plaque de pierre, gravée au nom de Jacques de Mallemouche, est encore présente sur la façade de l'église pour rappeler cet épisode de l'histoire communale, on peut y lire : « SANS ELLE NE PLUS JACQUES DE MALLEMOUCHE ».

### DuXIXesiècleà nos jours
Entre le 12 juillet 1940 et le 14 décembre 1940, la première ligne de démarcation traverse le territoire de la commune. Le bourg et le nord de la commune se retrouve alors en zone occupée. L'établissement de la seconde ligne de démarcation inclus la totalité du finage de la commune en zone libre, toutefois la nouvelle ligne passe toujours sur territoire puisque celle-ci suit la Creuse avec la zone libre en rive droite (Touraine) et la zone occupé en rive gauche (Poitou). Durant cette période, un groupe de résistants se constitue et s'établit à la ferme des Montrées puis au château de la Garenne. Le 1er septembre 1944, une colonne allemande arrive à Chambon, plusieurs maquisards sont fusillés au lieu-dit Le Marchais de Salade et la ferme des Montrées est brûlée.

## Politique et administration

### Politique
En 2008, la population prise en compte étant en dessous de 500 habitants, le conseil municipal est composé de 11 membres. Le Maire est assisté d'adjoints.

### Tendances et résultats politiques
Politiquement, Chambon est ancrée à droite. En 2008, la commune comptant moins de 3500 habitants, l'élection des conseillers municipaux s'est déroulée au scrutin majoritaire plurinominal, avec panachage, à tour unique puisque l'ensemble du conseil municipal a été élu dès le 9 mars.
Élections présidentielles, résultats des deuxièmes tours :
- Élection présidentielle de 2002[48]: 84,10 % pour Jacques Chirac (RPR), 15,90 % pour Jean-Marie Le Pen (FN), 87,19 % de participation.
- Élection présidentielle de 2007[49]: 61,81 % pour Nicolas Sarkozy (UMP), 38,19 % pour Ségolène Royal (PS), 90,35 % de participation.

Élections législatives, résultats des deuxièmes tours :
- Élections législatives de 2002[50]: 46,06 % pour Jean-Jacques Descamps (UMP), 34,48 % pour Marisol Touraine (PS), 73,44 % de participation.
- Élections législatives de 2007[51]: 60,95 % pour Jean-Jacques Descamps (UMP), 39,05 % pour Marisol Touraine (PS), 75,44 % de participation.

Élections européennes, résultats des deux meilleurs scores :
- Élections européennes de 2004[52]: 21,95 % pour Brice Hortefeux (UMP), 20,33 % pour Catherine Guy-Quint (PS), 53,97 % de participation.
- Élections européennes de 2009[53]: 34,78 % pour Jean-Pierre Audy (UMP), 12,17 % pour Henri Weber (PS), 52,10 % de participation.

Élections régionales, résultats des deux meilleurs scores :
- Élections régionales de 2004[54]: 44,94 % pour Serge Vinçon (UMP), 34,18 % pour Michel Sapin (PS), 20,89 % Jean Verdon (FN), 69,46 % de participation.
- Élections régionales de 2010[55]: 47,89 % pour Hervé Novelli (UMP), 42,96 % pour François Bonneau (PS), 59,44 % de participation.

Élections cantonales, résultats des deuxièmes tours :
- Élections cantonales de 2001[56]: 70,87 % pour Yves Maveyraud (PS), 15,40 % pour André Marjeault (PC), 75,71 % de participation. (Résultats au niveau cantonal)
- Élections cantonales de 2008[57]: 68,29 % pour Gilles Bertucelli (DVD), 31,71 % pour Yves Maveyraud (PS), 70,54 % de participation.

Élections municipales, résultats des deuxièmes tours :
- Élections municipales de 2001 : données manquantes.
- Élections municipales de 2008[58]: L'ensemble du Conseil municipal a été élu dès le premier tour avec un taux de participation de 83,06 %.

Élections référendaires :
- Référendum de 2000 relatif au quinquennat présidentiel[59]: 61,11 % pour le Oui, 38,89 % pour le Non, 37,33 % de participation.
- Référendum de 2005 relatif au traité établissant une Constitution pour l'Europe[60]: 55,91 % pour le Non, 44,09 % pour le Oui, 82,05 % de participation.

### Intercommunalité
Chambon faisait partie, jusqu'au 31 décembre 2016, de la Communauté de communes de la Touraine du Sud qui regroupe 21 communes situées dans la pointe sud de la Touraine entre le Poitou et le Berry. Créée le 14 décembre 2000, elle comprenait 15 624 habitants en 2007 pour une superficie de 639,39 km², soit une densité de 24 habitants au km². Depuis le 1er janvier 2017, la commune est intégrée à la nouvelle communauté de communes Loches Sud Touraine.

### Fiscalité
| Taxe                                                | Taux appliqué (part communale) | Recettes dégagées en 2009 et en € |
| --------------------------------------------------- | ------------------------------ | --------------------------------- |
| Taxe d'habitation (TH)                              | 10,77 %                        | 36 000                            |
| Taxe foncière sur les propriétés bâties (TFPB)      | 15,98 %                        | 31 000                            |
| Taxe foncière sur les propriétés non bâties (TFPNB) | 35,71 %                        | 15 000                            |
| Taxe professionnelle (TP)                           | 0,00 %                         | 0                                 |

Le taux de la taxe professionnelle est de 0 car elle est totalement transférée à l'intercommunalité. Son taux est actuellement de 13,02 %. Cette fiscalité est supérieure à la moyenne départementale pour les communes de population équivalente (communes de 250 à 500 habitants) à l'exception de la taxe foncière non bâti. Ces taux sont en moyenne de 9,67 %, 14,30 % et 40,46 %.
La municipalité a réussi à maintenir ces taux depuis de nombreuses années, ils étaient déjà appliqués en 2000.

### Budget de la commune
En 2010, le budget de la commune s'élevait à 232 000 € et son endettement à 160 000 €.
Les variations du montant du budget communal proviennent essentiellement de celles des investissements car la partie fonctionnement du budget est relativement stable. Les recettes de fonctionnement par habitant sont supérieures à la moyenne des communes de sa catégorie mais les charges de fonctionnement le sont également. Sa capacité d'autofinancement par habitant est également supérieur à celle des communes similaires. L'endettement par habitant de 521 € en 2010, a fortement augmenté à partir de 2008 et est supérieur à la moyenne des communes de sa catégorie. Il s'explique par un montant d'investissement élevé en 2008, 1 005 €/hab.
| Évolution de l'endettement (en milliers d’€) : | Évolution des dépenses d’équipement (en milliers d’€) : |

### Jumelages
Chambon n'a pas développé d'associations de jumelage.

## Population et société

### Démographie

#### Évolution démographique
L'évolution du nombre d'habitants est connue à travers les recensements de la population effectués dans la commune depuis 1793. Pour les communes de moins de 10 000 habitants, une enquête de recensement portant sur toute la population est réalisée tous les cinq ans, les populations de référence des années intermédiaires étant quant à elles estimées par interpolation ou extrapolation. Pour la commune, le premier recensement exhaustif entrant dans le cadre du nouveau dispositif a été réalisé en 2008.

En 2022, la commune comptait 317 habitants, en évolution de −1,25 % par rapport à 2016 (Indre-et-Loire : +1,67 %, France hors Mayotte : +2,11 %).
| 1793 | 1800 | 1806 | 1821 | 1831 | 1836 | 1841 | 1846 | 1851 |
| ---- | ---- | ---- | ---- | ---- | ---- | ---- | ---- | ---- |
| 616  | 617  | 573  | 626  | 598  | 628  | 658  | 645  | 677  |

| 1856 | 1861 | 1866 | 1872 | 1876 | 1881 | 1886 | 1891 | 1896 |
| ---- | ---- | ---- | ---- | ---- | ---- | ---- | ---- | ---- |
| 660  | 640  | 675  | 641  | 672  | 623  | 601  | 588  | 578  |

| 1901 | 1906 | 1911 | 1921 | 1926 | 1931 | 1936 | 1946 | 1954 |
| ---- | ---- | ---- | ---- | ---- | ---- | ---- | ---- | ---- |
| 578  | 573  | 584  | 512  | 510  | 463  | 482  | 469  | 399  |

| 1962 | 1968 | 1975 | 1982 | 1990 | 1999 | 2006 | 2008 | 2013 |
| ---- | ---- | ---- | ---- | ---- | ---- | ---- | ---- | ---- |
| 379  | 381  | 365  | 311  | 288  | 289  | 296  | 298  | 327  |

| 2018 | 2022 | - | - | - | - | - | - | - |
| ---- | ---- | - | - | - | - | - | - | - |
| 320  | 317  | - | - | - | - | - | - | - |

#### Pyramide des âges
La population de la commune est relativement âgée.
En 2018, le taux de personnes d'un âge inférieur à 30 ans s'élève à 30,0 %, soit en dessous de la moyenne départementale (34,9 %). À l'inverse, le taux de personnes d'âge supérieur à 60 ans est de 36,5 % la même année, alors qu'il est de 27,8 % au niveau départemental.
En 2018, la commune comptait 161 hommes pour 159 femmes, soit un taux de 50,31 % d'hommes, largement supérieur au taux départemental (48,09 %).
Les pyramides des âges de la commune et du département s'établissent comme suit.
| Hommes | Classe d’âge | Femmes |
| ------ | ------------ | ------ |
| 1,9    | 90 ou +      | 2,5    |
| 10,6   | 75-89 ans    | 11,3   |
| 23,0   | 60-74 ans    | 23,9   |
| 21,7   | 45-59 ans    | 14,5   |
| 13,0   | 30-44 ans    | 17,6   |
| 13,7   | 15-29 ans    | 15,1   |
| 16,1   | 0-14 ans     | 15,1   |

| Hommes | Classe d’âge | Femmes |
| ------ | ------------ | ------ |
| 0,9    | 90 ou +      | 2,2    |
| 7,9    | 75-89 ans    | 10,2   |
| 17,3   | 60-74 ans    | 18,1   |
| 19,8   | 45-59 ans    | 19,1   |
| 17,9   | 30-44 ans    | 17,2   |
| 18,5   | 15-29 ans    | 17,5   |
| 17,6   | 0-14 ans     | 15,6   |

### Enseignement
Dans la première moitié du XXe siècle, Chambon possédait une école publique et une école libre. De nos jours, la commune ne possède plus d'école, les enfants sont scolarisés à Chaumussay dans le cadre d'un regroupement pédagogique concernant les communes de Boussay, de Chaumussay et de Chambon, répartis en deux classes et qui accueille environ quarante élèves.
La commune relève de l'académie de Orléans-Tours. Le regroupement pédagogique est géré par l’inspection générale de l'inspection départementale de l’Éducation nationale de Tours. La commune est sectorisée sur le collège Gaston-Defferre de Preuilly-sur-Claise situé à 10 km au Nord Est et le lycée général Pasteur à Le Blanc, situé à environ 35 km à l'Est.

### Santé
Il n'y a pas d'offre de soins sur la commune. Les hôpitaux et les cliniques sont à Châtellerault et à Le Blanc. Les médecins sont à Preuilly-sur-Claise, La Roche-Posay ou Yzeures-sur-Creuse, tout comme les pharmacies. Les dentistes sont à Preuilly-sur-Claise et La Roche-Posay.

### Sécurité
La commune dépend de la brigade de gendarmerie de Preuilly sur Claise.
Elle dépend du centre d'Incendie et de Secours de Preuilly-sur-Claise et de celui d'Yzeures-sur-Creuse pour les hameaux limitrophes de cette commune. Le territoire communal est soumis à des risques élevés d'inondations et d'incendies de forêts.

### Services publics
Le bourg accueille la mairie qui gère, en régie directe, le service de l'Eau ainsi que l'assainissement pour le bourg. L'ADMR de Charnizay couvre la commune de Chambon ainsi que celles de Charnizay, Chaumussay et Boussay. Le village dispose d'une bibliothèque quant au bureau de poste, il a disparu depuis de nombreuses années, les services postaux les plus proches sont ceux de Preuilly-sur-Claise et d'Yzeures-sur-Creuse.

### Sports
La commune dispose d'un terrain multisport accueillant un court de tennis depuis 1985 et deux terrains de pétanque créés en 1993.
Elle accueille également chaque année et depuis 1984, la course Les foulées de Chambon. Elle est constituée de deux trails l'un de 7 km et l'autre de 14 km.

### Cultes
Chambon dispose d'un seul lieu de culte (culte catholique) : l'église Saint-Paul. Elle fait partie de la paroisse du même nom qui relève du doyenné de Loches et du diocèse de Tours, toutefois elle est desservie par le curé de La Roche-Posay relevant lui du diocèse de Poitiers.

### Vie associative
Du point de vue associatif, Chambon compte un comité des fêtes qui organise notamment Les Foulées de Chambon. D'autres associations ont leur siège sur la commune tel que l'association de randonnée Courir, Marcher dans le Sud Touraine, l'association des irrigants du sud-ouest du département 37 ou encore une association de chasse.

### Médias
La commune reçoit la TNT ainsi que les chaînes de télévision locales France 3 Paris Île-de-France Centre ou France 3 Limousin Poitou-Charentes, selon l'orientation de son récepteur. Le quotidien La Nouvelle République relate les informations locales dans son édition Indre et Loire (Touraine Est) ainsi que l'hebdomadaire La Renaissance lochoise.

## Économie

### Revenus de la population et fiscalité
En 2007, le revenu fiscal médian par ménage était de 14 972 € et le revenu net imposable moyen par ménage était de 19 186 €. Sur les 183 foyers fiscaux que comptait la commune, seul 81 (44,25 %) s'acquittaient de l'impôt sur le revenu.

### Emploi
Selon les résultats du recensement de 2007, la population active (15-64 ans) de la commune comptait 163 personnes, dont 65,2 % étaient actifs, ce taux était de 71,8 % au niveau départemental. Les 15-64 ans comptaient 3,7 % chômeurs, 61,6 % ayant un emploi et 34,8 % d'inactifs. Les inactifs, ils se répartissaient de la façon suivante : les retraités ou préretraités représentaient 15,9 % de la population active, les scolarisés 7,3 %, les autres inactifs 11,6 %.
En 2007, le taux de chômage (au sens du recensement) parmi les actifs de la commune était de 5,6 %, en forte diminution par rapport à 1999 (9,8 %).
Cette même année, 24,3 % des actifs occupés travaillaient et vivaient à Chambon, le reste se déplaçant hors de la commune pour travailler.
Répartition des plus de 15 ans selon les PCS
|                             | Agriculteurs | Artisans, commerçants, chefs d'entreprise | Cadres et professions intellectuelles | Professions intermédiaires | Employés | Ouvriers |
| --------------------------- | ------------ | ----------------------------------------- | ------------------------------------- | -------------------------- | -------- | -------- |
| Nombre                      | 20           | 8                                         | 4                                     | 4                          | 12       | 8        |
| %                           | 35,71 %      | 14,29 %                                   | 7,14 %                                | 7,14 %                     | 21,43 %  | 14,29 %  |
| Indre-et-Loire              | 2,06 %       | 5,77 %                                    | 12,86 %                               | 25,34 %                    | 29,24 %  | 24,73 %  |
| Sources des données : INSEE |              |                                           |                                       |                            |          |          |

### Activités
Comme partout en France, on remarque une forte baisse du nombre d'emplois dans l'agriculture au profit du tertiaire. L'industrie est inexistante ce qui n'est pas étonnant dans un secteur très rural comme Chambon. Quant au secteur de la construction, il a disparu entre 1999 et 2006.
Le nombre d'emplois dans la commune diminue rapidement d'un recensement à l'autre, 68 en 1990 contre 44 en 2007.
Répartition des emplois par domaines d'activité
|                             | Nombres d'emplois dans la commune | Agriculture | Industrie | Construction | Commerce et Services |
| --------------------------- | --------------------------------- | ----------- | --------- | ------------ | -------------------- |
| 2007                        | 44                                | 28          | 0         | 0            | 12 et 15 soit 27     |
| 2006                        | 44                                | 28          | 0         | 0            | 27                   |
| 1999                        | 59                                | 20          | 8         | 8            | 12                   |
| 1990                        | 68                                | 64          | 0         | 8            | 20                   |
| Sources des données : INSEE |                                   |             |           |              |                      |

### L'agriculture
L'agriculture est un acteur économique majeur pour cette petite commune rurale. En effet, on constate que sur ces 1 788 hectares, 1 225 sont utilisés par le secteur agricole.
En 2000, on comptait 19 exploitations agricoles (dont 10 exploitations professionnelles) sur le territoire de la commune, en 1988, elles étaient 23 (17). La SAU (superficie agricole utilisée) moyenne était de 64 ha (103 ha pour les professionnelles), surfaces en augmentation par rapport à celles de 1988, 43 ha (54 ha).
Concernant la culture, 15 exploitations cumulaient 1 046 ha de terres labourables, dont 556 pour les céréales, et 9 étalaient 421 ha de superficie fourragère.
Pour l'élevage, en 2000, 6 exploitations comptaient 1 257 bovins dont 499 vaches et 7 élevaient 33 099 volailles.
Un verger est présent sur le territoire communal, il emploie de nombreux saisonniers lors de la cueillette des pommes. Cette exploitation vend ses fruits en direct et approvisionne les grandes surfaces locales.
Dans le secteur de l'agriculture, Chambon présente une particularité, elle est en zone protégée pour la production de maïs semences. Seules trois zones existent en Indre et Loire, Chambon fait partie de celle d'Yzeures-sur-Creuse qui a été créée le 5 septembre 1985. Cette zone est la plus importante du département et comprend les communes de Chambon, d'Yzeures-sur-Creuse et de Tournon-Saint-Pierre. Elle compte 8 producteurs sur 283 ha, ce qui permet à la commune de voir passer de nombreux travailleurs saisonniers sur la période des mois de juillet et d'août.

### L'artisanat, le commerce et le tourisme
Chambon dispose encore d'un restaurant, d'un atelier de poterie et d'un artisan dans le domaine de la menuiserie. Le village possède de nombreux gîtes et résidences secondaires qui permettent de faire vivre le village. La commune tire bénéfice de la proximité de la station thermale de La Roche-Posay et du développement du tourisme vert.

### Entreprises et établissements
Au 1er janvier 2008, Chambon comptait neuf établissements hors agriculture. L'industrie disposait de 1 établissement, la construction dénombrait 1 établissement et les services étaient au nombre de 7 établissements en progression. Aucun commerce n'était recensé sur le territoire.
En 2009, trois entreprises ont été créées sur le territoire, une dans l'industrie, une dans la construction, une dans les services.
Répartition des établissements par domaines d'activité
|                             | Ensemble | Industrie | Construction | Commerce | Services |
| --------------------------- | -------- | --------- | ------------ | -------- | -------- |
| Nombre d'établissements     | 9        | 1         | 1            | 0        | 7        |
| %                           | 100 %    | 11 %      | 11 %         | 0 %      | 78 %     |
| Sources des données : INSEE |          |           |              |          |          |

## Culture locale et patrimoine

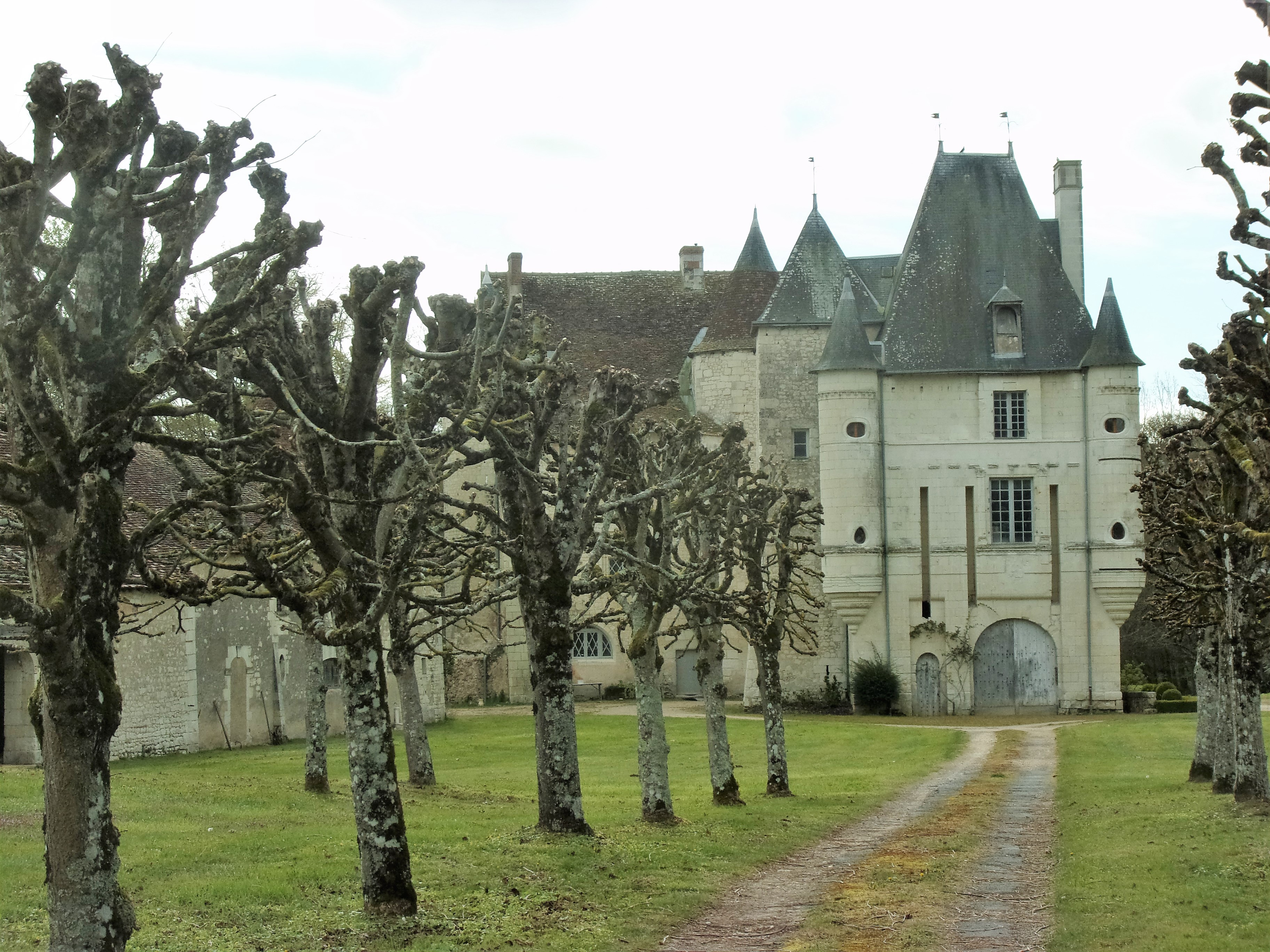
Façade ouest du château de Rouvray, à Chambon

### Équipement culturel
Bibliothèque municipale
La commune de Chambon dispose d'une bibliothèque municipale, qui fait partie du réseau de la Direction Départementale de Bibliothèques et de la Lecture d'Indre-et-Loire.
Ses horaires d'ouverture sont : mardi : 17 h - 19 h et samedi : 13 h 30 - 15 h 30.

### Patrimoine

#### Monuments pré-médiévaux
Station néolithique de la Custière
En 1860, le Comte de Chasteigner, propriétaire à l'époque du château de la Custière, y a découvert les traces d'un atelier de fabrication d'instruments celtiques, en silex.
Sépulture néolithique des Chevrettes
À la suite de l'extraction de sables sur 6 à 10 mètres de profondeur, sont découvertes deux fosses. L'opération de sauvetage, en 1991, permet d'en sortir des outillages en silex local, des céramiques, des meules en grès et du mobiler datant du Néolithique moyen. Ces céramiques ont pris une grande importance puisque les archéologues ont choisi de caractériser l'ensemble des poteries du Néolithique moyen découvertes dans le bassin de la Loire par l'appellation de Groupe de Chambon.

#### Patrimoine civil
Château de Rouvray XVe et XVe siècles
Ce château fait l’objet d’une inscription au titre des monuments historiques depuis le 11 octobre 1971. C'est un ancien fief qui relevait de Mousseaux, de la baronnie du Grand Pressigny et de celle de Preuilly. Il daterait de l'an 1017, selon une inscription portée sur une pierre du donjon. Ce château possédait des douves qui ont été comblées, une enceinte rectangulaire avec des tours ainsi qu'un pont levis qui n'existent plus de nos jours mis à part deux tours. L'accès du château se fait par une porte fortifiée. Des souterrains s'étendent sous le château et sous le parc. Il a longtemps appartenu à la famille de Mallemouche.
Château de la Custière XVe et XIXe siècles
Ce château, situé à la limite avec la commune de Barrou, est un ancien fief qui en 1550 appartenait au seigneur de Marigny et d'Alogny. En 1860, le comte de Chasteigner, alors propriétaire, y a découvert les traces d'un atelier de fabrication d'instruments celtiques en silex.
Château de la Garenne (construit en 1910)
Le château est composé d'un corps de logis et d'une tour octogonale.
Château de Chambon XVIe siècle
C'est l'ancien logis seigneurial, situé près du bourg, il est aujourd'hui transformé en ferme. Il possède une tourelle circulaire et on sait qu'une chapelle y était présente avant la Révolution.
Ferme fortifiée de La Tour XVe siècle
Cet ancien fief appartenait à la famille de Vaillant en 1517.
Tuilerie XIXe siècle
Elle fait l'objet d'une inscription à l'inventaire général des monuments historiques depuis 1996. Elle fut construite en 1868 au lieu-dit La Fosse au Loup devenu aujourd'hui Le Beauséjour. Elle a été en activité jusqu'en 1941. Elle s'étendait sur 21 922 m2 dont 240 m2 bâtis, et comprenait deux halles dont une fut détruite, et un four.

#### Patrimoine religieux
Église Saint Paul XIIe et XVIe siècle
Cette église fait l’objet d’une inscription au titre des monuments historiques depuis le 12 janvier 1931. Elle est située dans le bourg dans la rue du Terrier-Blanc. Elle présente un clocher à tour carrée, elle possède deux chapelles dont une est l'ancienne chapelle seigneuriale des Mallemouche.
La Grotte
Un autel de plein air est présent près de l'église. Il prend la forme d'une petite grotte maçonnée dans le style de la grotte de Lourdes.
Calvaires
Plusieurs de ces croix monumentales sont disséminées sur le territoire communal. On en aperçoit près de Beauséjour, de Saint-Crépin, de la Guignardière ou encore de Mousseaux.

### Personnalités liées à la commune
Jacqueline et Bernard Courcoul, céramistes, sont installés à Chambon depuis 1967.